# Panax trifolius
Espèce
Classification APG III (2009)
Panax trifolius  (aussi appelé ginseng à trois folioles) est une espèce de plantes à fleurs de la famille des Araliaceae. Elle est originaire d'Amérique du Nord.